# USS Kitty Hawk (CV-63)
USS Kitty Hawk (CV-63) var ett hangarfartyg av Kitty Hawk-klass och det andra fartyget att heta Kitty Hawk i USA:s flotta. Fartyget har fick sitt namn från orten Kitty Hawk i North Carolina i USA, som var platsen för Bröderna Wrights första flygning.
Den 30 september 1998 blev USS Kitty Hawk det äldsta fartyget i tjänst i den amerikanska flottan, och fick äran att flagga med First Navy Jack. Samma år stationerades fartyget till Yokosuka i Japan.
Kitty Hawk togs ur tjänst under 2009 och skrotningen påbörjades under 2019.

## Tjänstgöring

### 2000-talet
Den 28 oktober 2005 meddelade den amerikansk flottan att USS Kitty Hawk kommer att ersättas av ett kärnkraftsdrivet hangarfartyg som skall stationeras i Yokosuka i Japan efter 2008. Beslutet grundar sig på en överenskommelse mellan USA och Japan. Att basera den enda kvarvarande konventionellt drivna hangarfartyget USS John F. Kennedy i Japan anses inte som genomförbart på grund av det fartygets ålder och tillstånd. Den 1 december 2005 meddelades det att hangarfartyget USS George Washington kommer att baseras i Yokosuka i Japan efter USS Kitty Hawk. USS Kitty Hawk togs ur drift under år 2009 efter 47 års tjänst.
Fartyget lämnade hamnen i Yokosuka för sista gången 28 maj 2008, för att anlöpa Pearl Harbor en sista gång, och därefter slutligen anlöpa Puget Sound Naval Shipyard i Bremerton, Washington för att avrusta.
15 januari 2019 lämnade fartyget Bremerton för transporten till Brownsville, Texas där fartyget slutligen skall skrotas.

## Bilder

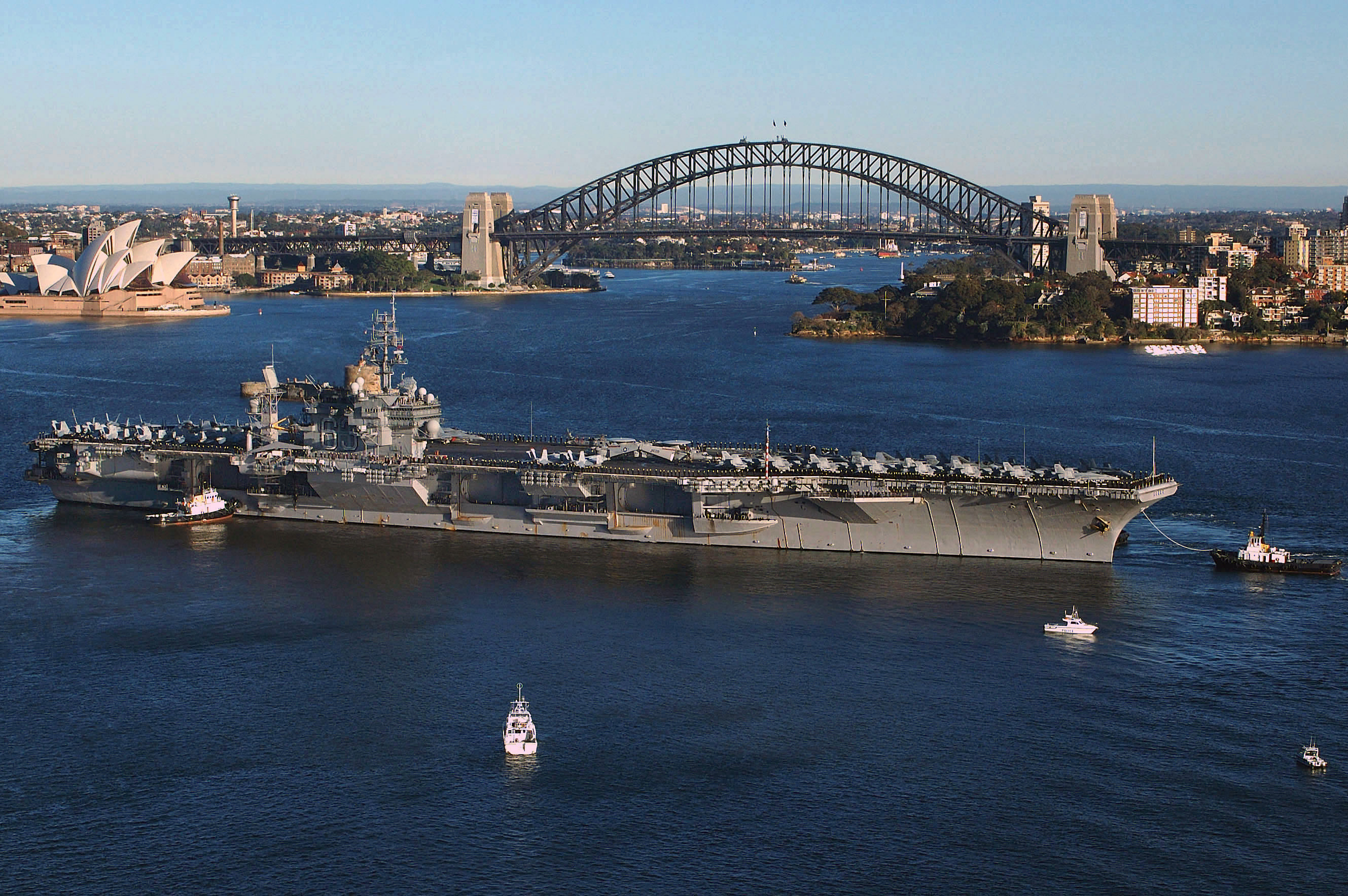
USS Kitty Hawk på örlogsbesök i Sydney, New South Wales i Australien, 3 juli 2005.
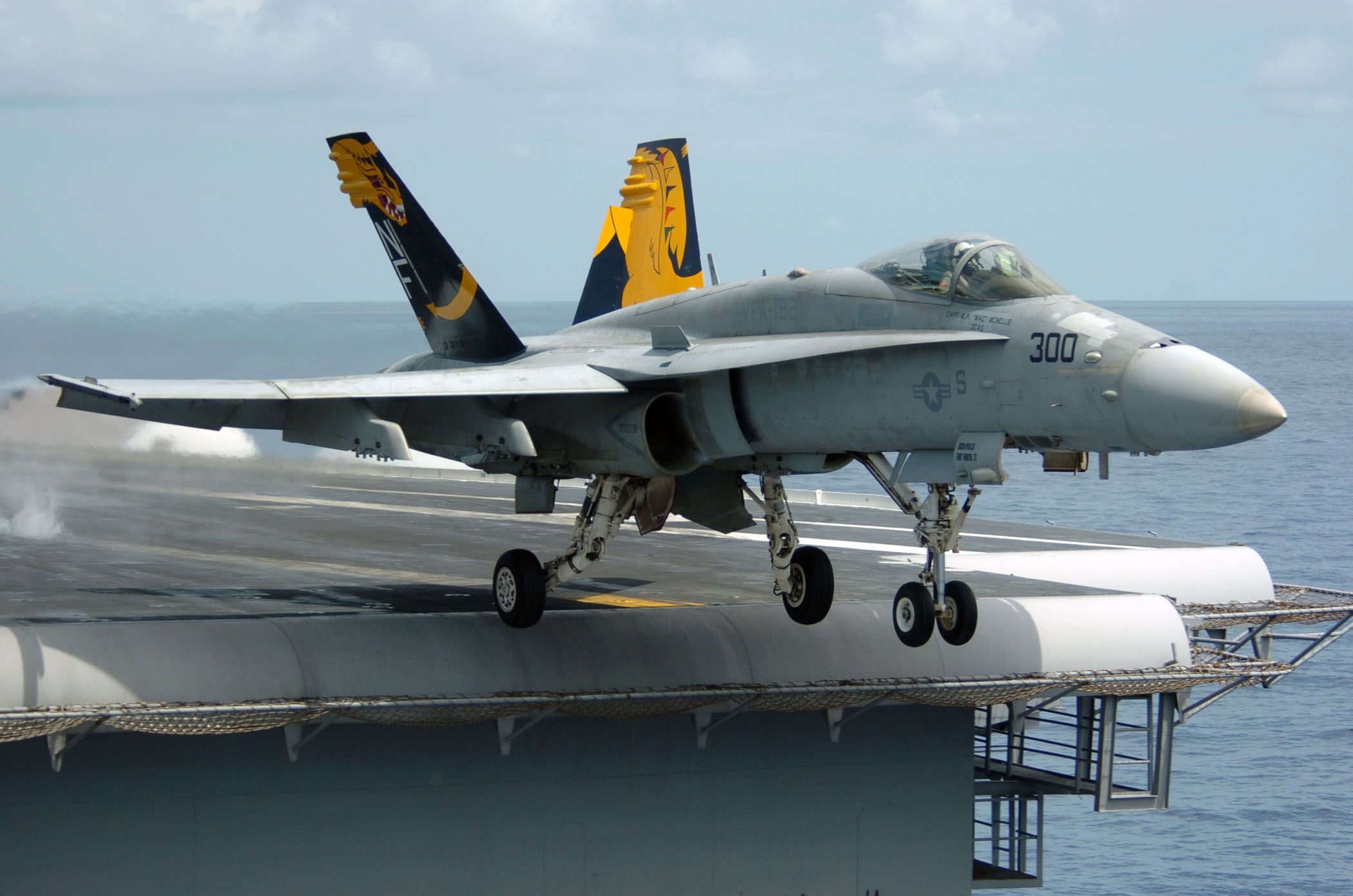
En F/A-18C Hornet från Golden Dragons startar från USS Kitty Hawk den 17 augusti 2005.
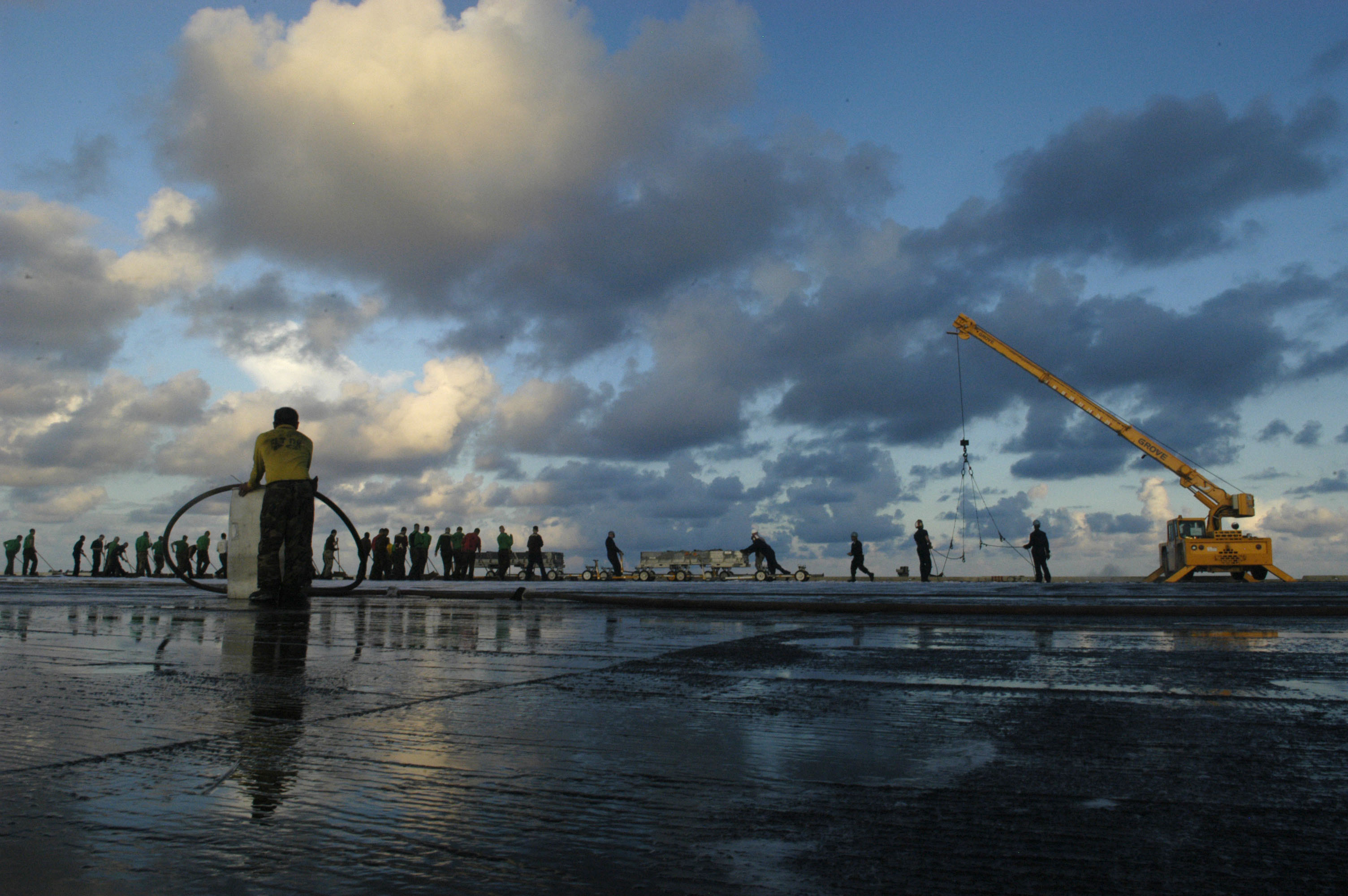
Sjömän ombord på USS Kitty Hawk genomför en scrub down den 18 augusti 2005 för att ta bort olja från däcket.